# マウスピース (木管楽器)

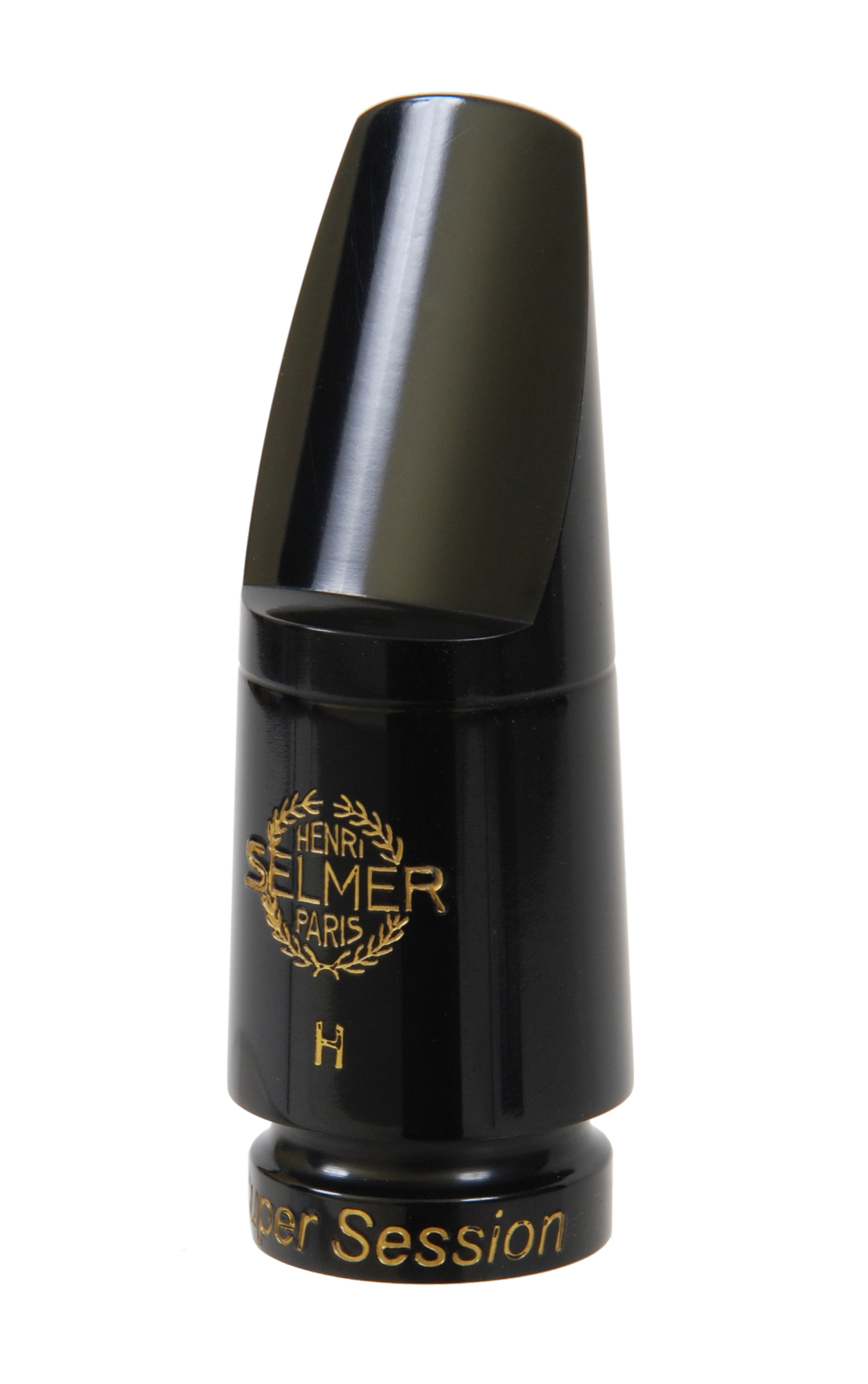
ソプラノサックスのマウスピース

木管楽器のマウスピースは、木管楽器のパーツのうち歌口に相当するもので、振動して音を発生するリードを装着したり、フィップルを構成するなどして音を発生させる機構を有する。木管楽器全てがマウスピースを有するわけではなく、ダブルリードやオープンな歌口を持つ楽器（フルートなど）は基本的にマウスピースを有さない（後述）。マウスピース、リード及びフィップルは楽器の音色に大きな影響を与える。

## シングルリード楽器
クラリネットやサクソフォーンのようなシングルリード楽器は、マウスピースにリード（リード・ケーンと呼ばれる葦の一種から作られる。合成樹脂製のものもある）を装着して演奏する。マウスピースは楽器内に空気が入り込む開口部と、空気流とリードの相互作用によって振動するボアから成る。シングルリードのマウスピースは基本的にくさび形をしており、リードは演奏者の下唇に最も近い部分の平滑面（テーブル）に当てられる。演奏者が息を吹き込むことによってリードが振動し、リードによってマウスピースを通じて楽器内の空気柱を振動させる。テーブルの上部半分から4分の3は、マウスピースの内側に開いている。
金管楽器と同様に、マウスピース内部（チェンバー）の形状は楽器の音色に大きく影響する。大きく丸みを帯びたチェンバーを持つマウスピースと、小さいチェンバーや四角いチェンバーを持つマウスピースでは、全く異なる音が出る。

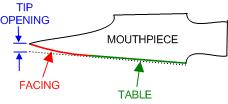
木管楽器のマウスピースの形状

マウスピースの先端とリードの先端の間の開き（ティップオープニング）は、吹奏感には影響を及ぼす者の音色にほとんど影響を与えず、マウスピースの内部空間（チャンバー）の設計に大きく影響される。マウスピース下部の平坦部（テーブル）から先端に向けて緩やかにカーブした部分（フェイシングまたはレイと呼ばれる）の長さは、マウスピースの先端からリードとマウスピースが接する点までの距離と定義され、その長短によって吹奏時のレスポンスの特性が異なってくる。リードはリガチャーと呼ばれる部品によってマウスピースに固定される。マウスピースにリードを固定できるものであれば、何でもリガチャーとして使える。市販のリガチャーは金属製かプラスチック製が一般的だが、エーラー式クラリネットの奏者を中心に、一般的なリガチャーではなく、リードとマウスピースに巻きつける紐状のものを好むものもいる。

### クラリネット

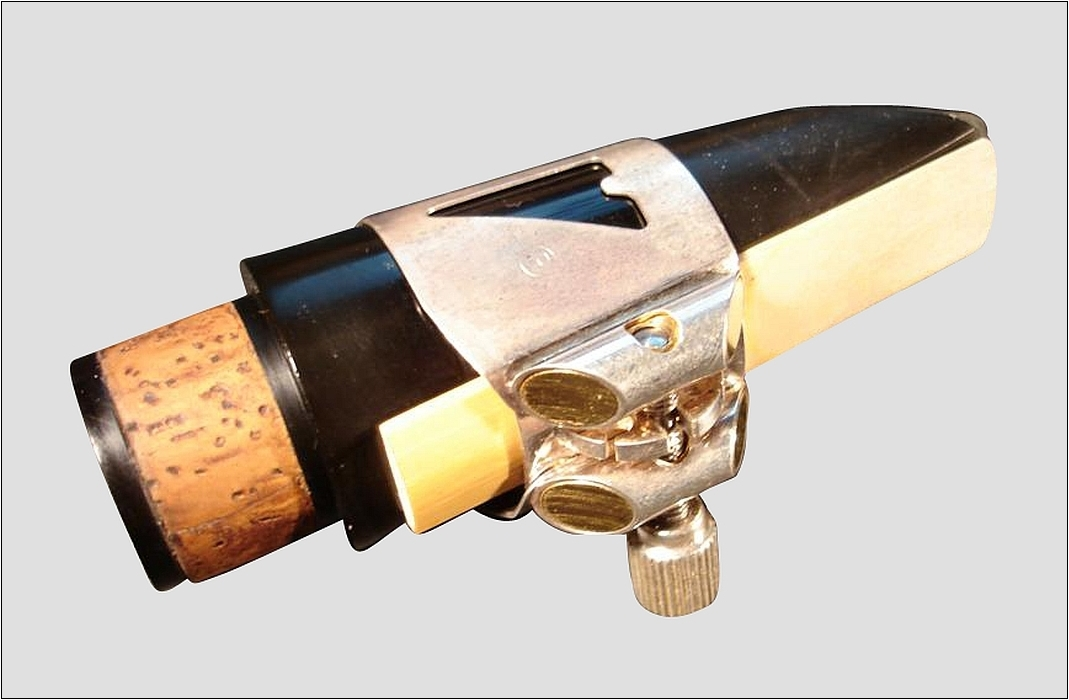
クラリネットのマウスピースにリガチャーを用いてリードをセットした状態

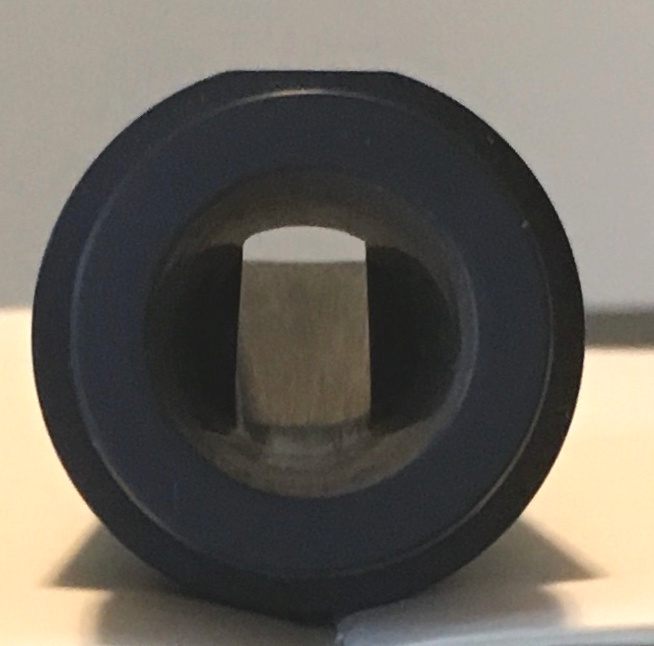
クラリネットのマウスピースのチャンバーを後方（歌口と逆）から見た状態

クラリネットのマウスピースは内部が狭く、一般的に側壁は直線的である。マウスピースの底はほぞ（テノン）状に形成され、コルクで環状に囲まれている。現在では、リードはサクソフォンのマウスピースと同様に、奏者の下唇に最も近い面（テーブル）に当てられる。しかし、かつてはリードをマウスピースの上部に置く（すなわちテーブルを上に向ける）ことがよくあった。19世紀のクラリネット奏者であるベルンハルト・クルーセルがリードを下向きのテーブルに当てて演奏するようになった人物の一人と言われている。
レジナルド・ケルは「ダブル・リップアンブシュア」という技法を用いることで知られている。これは1960年代までイギリスで流行していた奏法で、シングル・アンブシュアのようにリードを下唇に当てて下の歯を覆うだけではなく、さらに上唇をマウスピースの上部と上の歯の間に挟み込む奏法である。
現在市販されているクラリネットのマウスピースは数百種類に及び、多くはその設計に携わった著名な演奏家にちなんだ名前がつけられている。著名なマウスピースメーカーにセルマー、バンドーレン、ヤマハ、リコ（Rico）などがある。

### サクソフォーン
サクソフォーンのマウスピースはクラリネットのマウスピースと形状が似ているものの、底部はほぞ状になっておらず、（クラリネットとは逆に）サクソフォーンのネックに巻き付けられたコルクにかぶせるようにマウスピースを装着する形状となっている。
サクソフォーンのマウスピースも市販されているものは数百種類に及び、多くはその設計に携わった著名な演奏家にちなんだ名前がつけられている。
サクソフォーンの発明者であるアドルフ・サックスは、マウスピースの内部形状を大きく丸くすることとした。1930年代まではサクソフォーンのマウスピースは全てこの形状であったが、サクソフォーンを多用するビッグバンド・ジャズの出現により、サクソフォーン奏者はよりエッジの効いた音色を求めて様々な形状のマウスピースを試すようになった。バッフル（ティップオープニングからチェンバーまでの上面）をリード面に近づけるように傾けることで、音量と遠達性を高める設計上の特徴となった。1940年から1960年にかけて、クラシック音楽でのサクソフォーン奏者も、ジャズ用に設計されたものを基にして狭いチャンバーのマウスピースを使用するのが一般的になり、サックスが設計した伝統的な形状よりも明るくエッジの効いた音（高音部が多い）が楽器に与えられるようになった。一方で、サクソフォーン奏者のシグールト・ラッシャーは、クラシック音楽で使用されるサクソフォーンは、アドルフ・サックスが意図したとおりの音色であるべきと主張し、より明るい音色のマウスピースを用いることはアドルフ・サックスの音色の概念を歪めるものだとして形状の変更に反対した。彼の学生や弟子たちは、クラシック音楽のサクソフォーンに望ましい音色はより柔らかく丸みのある音であり、その音は内部が大きく丸みのあるマウスピースによってのみ生成できる音であると考えていた。こういったこともあり、1970年までには、チャンバーの狭いマウスピースはマイクを使うなどの環境での演奏に広く普及し、ハイバッフル（息が通る空間の容積が狭い）形状と組み合わせて用いられるようになった一方で、クラシック音楽（もしくは「クラシックジャズ」と称される音楽）の音色を求める人のためにチャンバーが広くローバッフル（息が通る空間の容積が広い）のマウスピースも用意されるようになっている。
近年では3Dプリンターの技術が発達し、カスタムメイドのマウスピースを作ることが可能になった。個の技術はIRCAMの研究成果であり、マウスピースメーカーのsyosの創業者である2人の音響学者の協力によって実現している。

### 材質
クラリネットとサクソフォーンのマウスピースの主な素材は、エボナイト（ハードラバー）又は真鍮などの金属で、希にクリスタル・ガラス、プラスチック、或いは木を素材としたマウスピースも存在する。最も一般的なのがエボナイト（ハードラバー）製のマウスピースで、金属のマウスピースはジャズを演奏するサクソフォーン奏者に利用者が多い。素材の違いが音色に影響するかどうかについては議論があり、アメリカの大学で初のサクソフォーン専任教授となったラリー・ティールは、音色への影響は素材そのものよりも物理的な寸法の方が影響が大きいと述べている。バンドーレン、バリ (Bari)、サックスグルメプロダクツ (Saxgourmet) の最近の金属製マウスピースのデザインには、マウスピースのシャンク上の金属部がネックのコルクと接触することで本体との接続が安定し、倍音が取りやすくなるという理論を反映させている。

## フィップル
ティン・ホイッスルやリコーダーのようなフィップルを有する楽器のマウスピースは、エッジに向かって空気を吹き込むための形状を有し、乱流を発生させることで楽器内の空気柱を振動させる構造となっている。

## ピルエット

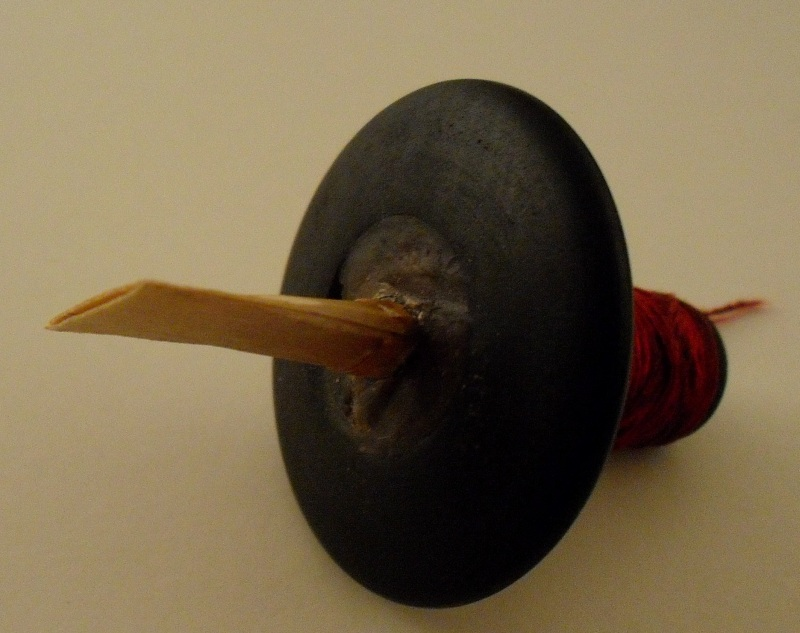
ピッフェロのピルエット

ピッフェロ、ショーム、ランケットといったヨーロッパのダブルリード楽器の一部には、ピルエット(英語: Pirouettes)と呼ばれる木製のマウスピース（リップレスト）が用いられる。ショームでは、リードが取り付けられたステープルにピルエットが取り付けられる。演奏者はリードを口に咥えたままピルエットを唇に押し当てることで、リードの振動に影響を与えることなく唇でリードをコントロールできるようになる。

## フルートなど
フルート族の楽器においては、発音部分を形成する部品は頭部管と呼ばれる。頭部管のうち下唇を当てる盛り上がった形状の部分（リッププレート）をマウスピースと呼ぶ事がある。金属製の場合、リッププレートは製作工程で頭部管本体とろう付けされ、そこで分解は出来ない、マウスピースとしては例外的なものである。木製の頭部管では独立した部品としてマウスピースを持たないものが多い。
和楽器や民族楽器の原始的な横笛は分割されない1本の管より成り、総木製フルート族と同様に、マウスピースは楽器本体と一体になっており、独立した部品は存在しない。